# Hedychridium ardens
Hedychridium ardens ist eine Art aus der Familie der Goldwespen (Chrysididae).

## Merkmale
Die Wespen erreichen eine Körperlänge von 3,5 bis 5 Millimetern. Ihr Körper ist metallisch rot gefärbt, am Thorax befinden sich goldene Bereiche. Die Pleuren, die Beine und das Postscutellum der Männchen sind grünlich gefärbt. Die Schuppen am Flügelgelenk (Tegulae) sind nicht metallisch glänzend. Die Art kann nur sehr schwer von den anderen Arten der Gattung Hedychridium unterschieden werden.

## Vorkommen
Die Art kommt in Nordafrika und Europa, östlich bis in den Nahen Osten vor. Sie besiedeln temperaturbegünstigte, schwach bewachsene Lebensräume mit Sand und Löss. Die Tiere fliegen von Ende Mai bis Anfang September. Sie sind in Mitteleuropa verbreitet anzutreffen.

## Lebensweise
Hedychridium ardens parasitiert hauptsächlich bei den Grabwespen Tachysphex pompiliformis, Oxybelus bipunctatus und vermutlich auch beim Tachysphex nitidus-Komplex. 